# Operació Balmis
L'Operació Balmis és una operació militar de desplegament i control de les Forces Armades espanyoles al Regne d'Espanya per a donar suport i fer complir les prerrogatives de l'estat d'alarma imposades al territori entre el març i el maig de 2020 a raó de la pandèmia per COVID-19. Concretament s'hi desplegà la Unitat Militar d'Emergències (UME), així com destacaments de l'Exèrcit de Terra i algunes embarcacions de l'Armada, com ara el vaixell d'assalt amfibi Galicia.
El nom de l'operatiu ret homenatge al metge militar alacantí Francesc Xavier Balmis i Berenguer (1753-1818/1819) per la seva tasca en la Reial Expedició Filantròpica del Vaccí, coneguda popularment com a «Expedició Balmis». Aquesta expedició de caràcter filantròpic, realitzada juntament amb el cirurgià cerverí Josep Salvany i Lleopart (1777-1810), tingué per objectiu escampar el vaccí contra la verola a tots els racons del llavors Imperi Espanyol mitjançant campanyes de vacunació massiva.

## Desplegament en territoris de parla catalana

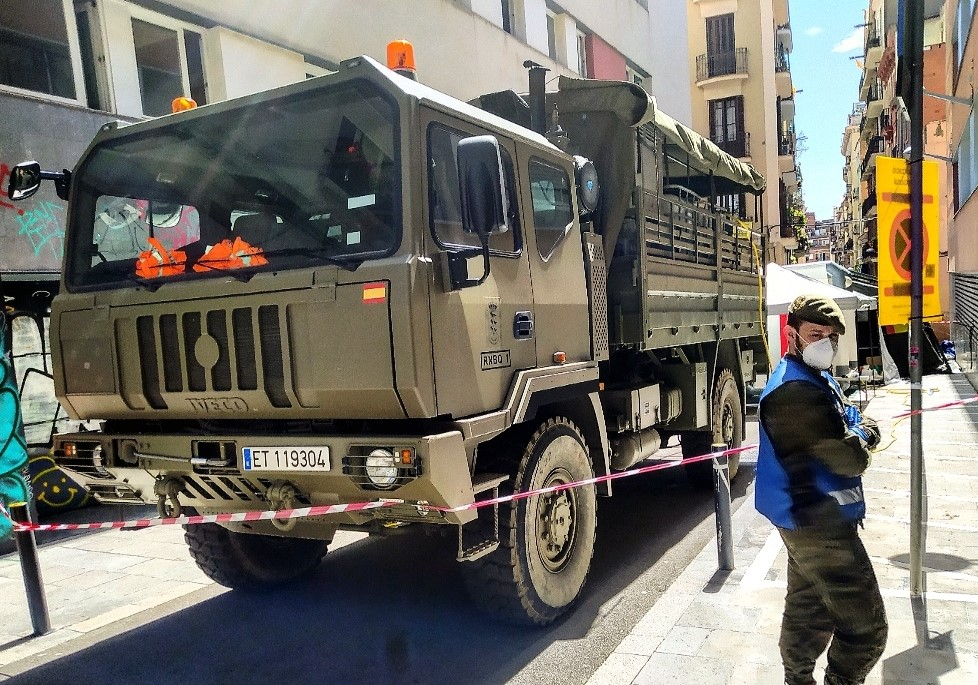
Regiment de Defensa NBQ «València» núm. 1 de l'Exèrcit de Terra espanyol a Vila de Gràcia, Barcelona.

A Aldaia (l'Horta), la Policia Militar es desplegà per a reforçar les mesures de vigilància, el 20 d'abril.
A València (l'Horta), 30 soldats del batalló de Policia Militar de Bétera es desplegaren per a fer tasques de reconeixement i presència, segons el Ministeri de Defensa espanyol, al llarg del 29 de març. No obstant, des de feia dues setmanes la Unitat Militar d'Emergències, juntament amb efectius de la Caserna General Terrestre d'Alta Disponibilitat (CGTAD) i d'altres provinents de les casernes militars de Bétera, Marines i Paterna, s'encarregaren de desinfectar residències d'ancians i altres punts crítics.
A Badalona (Barcelonès), la UME inicià el 25 de març la desinfecció de diversos equipaments públics, com ara, edificis municipals, centres sanitaris, serveis socials, mercats municipals, residències de gent gran, centres i residències per a persones amb discapacitat, parades de metro i parades d'autobús de gran concurrència. La presència militar fou la resposta de la delegada del Govern d'Espanya a Catalunya, Teresa Cunillera, a la petició sol·licitada el dia abans per l'alcalde de la ciutat Àlex Pastor (PSC). Concretament, sol·licità la col·laboració del cos armat per a la desinfecció «de les zones més conflictives i de risc de la ciutat, per seguir amb les mesures més estrictes per evitar la propagació del COVID-19». D'altra banda, la Direcció General d'Atenció a la Infància i l'Adolescència (DGAIA) també sol·licità la intervenció però, en aquest cas, només pel centre de menors La Dida, ja que s'hi havien reportat quatre casos d'infecció de COVID-19.
La decisió del consistori rebé crítiques significatives, com ara, el rebuig de la direcció de l'Hospital Germans Trias i Pujol («Can Ruti») per a que els militars entressin al recinte sanitari ja que «no es considerava necessari per a garantir la higiene del mateix». D'altres, personalitats famoses del municipi, com el presentador de televisió Toni Soler, també manifestà el seu desacord i rebuig als militars amb un missatge a xarxes socials de «Foteu el camp!».
A Menorca, una unitat bàsica de desinfecció de la Comandància General de Balears de l'Exèrcit de Terra desembarcà el 13 d'abril al port de Ciutadella de Menorca, provinent de Mallorca, per tal d'actuar en 23 instal·lacions d'aquesta localitat així com del municipi de Maó. Concretament actuaren a les estacions marítimes i a les comissaries de Policia espanyola d'ambdues localitats.
A Palma (Mallorca), una unitat de desinfecció de l'Exèrcit de Terra, concretament del Regiment de Defensa NBQ «València», es desplaçà a l'illa en helicòpter des de València el 17 de març. Juntament amb unitats de la Comandància General de Balears s'encarregaren de desinfectar la seu de la Direcció Provincial de Trànsit de Balears, situada al carrer de Manuel Azaña de la capital mallorquina. Dies després, l'1 d'abril, unitats del Regiment d'Infanteria Palma 47, de la comandància citada anteriorment, es desplegaren per a dotar de vigilància i seguretat, tant diürna com nocturna, a tres infraestructures estratègiques: una planta de cloració d'aigua, una sub-estació de Red Eléctrica de España i un central tèrmica.
A Sant Antoni de Portmany (Eivissa), unitats del mateix Regiment d'Infanteria Palma 47 es desplegaren l'1 d'abril per a protegir a tothora una instal·lació, considerada com a estratègica, com és el gasoducte de Cala Gracio.

## Segona onada (agost 2020)
El 25 d'agost de 2020, el president del govern espanyol, Pedro Sánchez, anuncià la posada a disposició de 2000 militars per fer tasques de rastreig de la COVID-19, per a totes aquelles comunitats autònomes que ho desitgessin, amb l'objectiu d'aturar el rebrot de la pandèmia.
El 28 d'agost, la consellera de Salut i Consum del Govern Balear, Patricia Gómez, envià una sol·licitud formal a la Secretaria d'Estat de Sanitat espanyola per tal d'acollir-se a la mesura i demanar la col·laboració de 100 efectius de l'Exèrcit espanyol a les Illes Balears. Fins al moment, 190 professionals dedicats al rastreig operaven a l'arxipèlag, i estava previst que 30 més s'integressin imminentment. En aquesta línia, el 31 d'agost, el president del Govern de Catalunya, Quim Torra, manifestà que es posà en contacte amb el president espanyol per conèixer amb més detall la proposta de declaració d'estat d'alarma a instància de cada govern autonòmic. Així mateix, expressà que no descartava la petició d'ajuda de l'exèrcit espanyol perquè «quan les coses són per ajudar, a mi no em costa res».